# Chagannuo'er
Chagannuo'er (kinesiska: 查干诺尔, 查干诺尔苏木) är en socken i Kina. Den ligger i den autonoma regionen Inre Mongoliet, i den norra delen av landet, omkring 680 kilometer nordost om regionhuvudstaden Hohhot.
Genomsnittlig årsnederbörd är 544 millimeter. Den regnigaste månaden är juni, med i genomsnitt 134 mm nederbörd, och den torraste är januari, med 3 mm nederbörd.